# Jean-Philippe Vandenbrande
Jean-Philippe Vandenbrande (Dworp, Beersel, 4 de desembre de 1955) és un ciclista belga, ja retirat, que fou professional entre 1978 i 1990. En el seu palmarès destaca una victòria d'etapa de la Volta a Espanya de 1978.

## Palmarès
- 1978
  - Vencedor d'una etapa de la Volta a Espanya
- 1981
  - Vencedor d'una etapa de la Volta a Alemanya
- 1984
  - Vencedor d'una etapa de la Volta a Colòmbia
- 1990
  - Vencedor d'una etapa de la Volta a Cantàbria

### Resultats al Tour de França
- 1982. 54è de la classificació general
- 1984. 42è de la classificació general
- 1985. 40è de la classificació general
- 1986. 58è de la classificació general
- 1987. 76è de la classificació general
- 1988. 37è de la classificació general
- 1989. 77è de la classificació general

### Resultats al Giro d'Itàlia
- 1981. 46è de la classificació general
- 1983. 125è de la classificació general
- 1989. 51è de la classificació general

### Resultats a la Volta a Espanya
- 1978. 28è de la classificació general. Vencedor d'una etapa
- 1982. 34è de la classificació general